# Oliver Kent
Oliver Kent (Innsbruck, 13 november 1969) is een Oostenrijkse jazzpianist.

## Biografie
Kent leerde klassieke piano van zijn vader Fuat Kent in Vorarlberg. In 1987 verhuisde hij naar Wenen om jazzpiano en muziektheorie te studeren aan het conservatorium van Wenen. Gedurende deze tijd begeleidde hij musici als Karl Ratzer, Art Farmer of Idris Muhammad. In 1994 bracht hij door in New York, waar hij samenwerkte met Eddie Henderson en Valery Ponomarev. In 1995 keerde hij terug naar Wenen, waar hij lid werd van het kwartet van Roman Schwaller. Hij werkte samen met het Concert Jazz Orchestra Vienna, de Jazz Big Band Graz, Gansch & Roses en het Flip Philipp - Ed Partyka Dectet. Hij onderhoudt een septet met bassist Gerhart Ulrich Langthaler, die twee albums heeft uitgebracht. Met Langthaler en Dusan Novakov vormt hij het trio Triple Ace. Hij is ook te horen op de albums van Paulo Cardoso en Johannes Enders. Sinds 2002 bekleedt hij het hoogleraarschap voor jazzpiano aan het privéconservatorium van de stad Wenen.

## Prijzen en onderscheidingen
In 2002 ontving hij de Hans Koller-prijs in de categorie «Sideman of the Year». Twee jaar later ontving hij de Hans Koller-prijs in de categorie «best CD of the year». In 2007 was hij de winnaar van de New German Jazz Prize met het Johannes Enders Quartet.

## Discografie
- ????: 400 Years ago Tomorrow
- 2002: Oliver Kent Selim A Pure Formality
- 2008: Oliver Kent/Herwig Gradischnig Day Dreams
- 2008: Mario Gonzi / Oliver Kent / Roman Schwaller Welcome Back from Outer Space

- Gemeinsame Normdatei: 135124565
- International Standard Name Identifier: 0000 0000 5732 9203
- Virtual International Authority File: 79978453
- WorldCat: E39PBJcGr4bcJgR8HpbVq3vbVC